# 塞里林格阿姆帕尔莱
塞里林格阿姆帕尔莱（Serilingampalle），是印度安得拉邦Rangareddi县的一个城镇。总人口150525（2001年）。

## 人口
该地2001年总人口150525人，其中男性75462人，女性75063人；0—6岁人口17196人，其中男8753人，女8443人；识字率41.56%，其中男性为41.79%，女性为41.32%。